# Бородін Леонід Олександрович
Леонід Олександрович Бородін (нар. 1 листопада 1923, хутір Алаєв, тепер Іловлінського району Волгоградської області, Російська Федерація — 16 березня 2008, місто Астрахань, Російська Федерація) — радянський діяч, 1-й секретар Астраханського обласного комітету КПРС. Кандидат у члени ЦК КПРС у 1971—1979 роках. Член ЦК КПРС у 1979—1989 роках. Депутат Верховної Ради СРСР 7—11-го скликань.

## Життєпис
У 1941—1946 роках — у Червоній армії, учасник німецько-радянської війни та радянсько-японської війни. З 1941 року — курсант військового училища зв'язку. У 1942—1944 роках служив командиром взводу, командиром батареї 2-ї гвардійської навчально-мінометної бригади Московського військового округу. Брав участь у битві на Курській дузі. У 1944—1946 роках служив командиром 3-ї батареї 3-го дивізіону 17-ї гвардійської важкої мінометної бригади 2-ї гвардійської мінометної дивізії. Воював на 1-му Прибалтійському, 1-му Білоруському, 1-му Далекосхідному фронтах, служив у Приморському військовому окрузі. Брав участь в боях на території Прибалтики, Польщі, Німеччини, в штурмі Берліна.
З 1946 року — начальник виробництва контори «Вогнеупорлом».
Член ВКП(б) з 1948 року.
У 1949 році з відзнакою закінчив зооветеринарний технікум.
У 1949—1950 роках — лікар-епізоотолог Мачешанського районного відділу сільського господарства Сталінградської області.
У 1950—1959 роках — інструктор, завідувач сільськогосподарського відділу Мачешанского районного комітету ВКП(б) Сталінградської області; інструктор, заступник завідувача сільськогосподарського відділу Сталінградського обласного комітету КПРС, 1-й секретар Новоаннинського районного комітету КПРС Сталінградської області.
У 1955 році закінчив заочно Сталінградський сільськогосподарський інститут.
У 1959—1962 роках — секретар Чуваського обласного комітету КПРС.
У 1962—1963 роках — інспектор відділу ЦК КПРС по РРФСР.
У листопаді 1963 — вересні 1967 року — 2-й секретар Башкирського обласного комітету КПРС.
16 вересня 1967 — 31 травня 1988 року — 1-й секретар Астраханського обласного комітету КПРС.
З травня 1988 року — персональний пенсіонер союзного значення в Москві. У 1989—1996 роках входив до складу правління Астраханського земляцтва в Москві. У серпні 1998 року переїхав до міста Астрахані.
Помер 16 березня 2008 року в м Астрахані. Похований на Центральному цвинтарі.

## Нагороди і звання
- чотири ордени Леніна
- орден Жовтневої Революції
- орден Вітчизняної війни І ст.
- орден Трудового Червоного Прапора
- два ордени Червоної Зірки
- орден «За заслуги перед Астраханською областю»
- орден «23 серпня» (Румунія)
- медаль «За трудову доблесть»
- медаль «За відвагу»
- медаль «За бойові заслуги»
- медаль «За перемогу над Японією»
- медаль «За перемогу над Німеччиною у Великій Вітчизняній війні 1941—1945 рр.»
- медалі